# جان آلسوپ
جان آلسوپ جونیور (.John Alsop Jr) (زادهٔ ۱۷۲۴ – درگذشتهٔ ۲۲ نوامبر ۱۷۹۴)، یکی از پدران بنیان‌گذار آمریکا، بازرگان و سیاستمدار اهل شهر نیویورک بود. او که از ۱۷۷۴ تا ۱۷۷۶ میلادی نماینده نیویورک در کنگره قاره‌ای بود، در اساس‌نامه قاره‌ای ۱۷۷۴ امضاء کرد. با این حال، منابع برجسته مانند بایگانی ملی و کنگره ایالات متحده آمریکا، اساس‌نامه قاره‌ای را به عنوان یک سند بنیان‌گذار ایالات متحده نمی‌دانند، از این‌رو منابعی که آلسوپ را بانی آمریکا می‌دانند، بسیار محدود است.

## اوایل زندگی
آلسوپ در ۱۷۲۴ میلادی در نیو ویندسور، شهرستان اورنج در استان نیویورک بریتانیایی زاده شد. او فرزند جان آلسوپ سینیور و آبیگیل ساکیت بود. پدر وی به عنوان وکیل دادگستری در نیو ویندسور و بعدتر در نیویورک کار می‌کرد و به‌طور گسترده‌ای به املاک و مستغلات علاقه داشت. والدین او در ۱۷۱۸ میلادی باهم ازدواج کردند و چهار فرزند داشتند، از جمله برادر کوچکتر وی ریچارد آلسوپ.
پدربزرگ و مادربزرگ پدری وی سروان ریچارد آلسوپ و هانا اندرهیل (۱۶۶۶ – ۱۷۵۷ میلادی) در نخست در جریان دهه ۱۶۵۰ میلادی در نیویورک مسکن گزین شدند و پدر بزرگ وی به عنوان سرگرد در ارتش الیور کرامول خدمت کرد، اما پس از اختلاف نظر با نیابت لرد، وی به تاریکی زندگی در استعمار فرار کرد. پدر و مادر مادربزرگ وی، سروان جان اندرهیل و الیزابت فیک نام داشتند، الیزابیت فیک دختر رابرت فیک و الیزابت فونز، یکی از نوادگان فرماندار جان وینتروپ اهل مستعمره ماساچوست بی، بود. پدربزرگ و مادربزرگ (از طرف مادر) وی سروان جوسف ساکیت و الیزابت بیتس نام داشتند. پدربزرگ و مادربزرگ مادر وی سروان ریچارد بیتس و جوآنا چامبرلین نام داشتند.

## حرفه
او به عنوان یک مرد جوان به شهر نیویورک نقل مکان نموده و یکجا با برادر خود پا به دنیای تجارت گذاشت. برادران، واردکنندگان و بازرگانان لباس و اشیای خشک شدند. تجارت آن‌ها شکوفا شد و خانواده آلسوپ برای چندین نسل به یکی از بزرگترین خانواده‌های بازرگان در شهر مبدل شدند. جان به فعالیت‌های مدنی و سیاسی علاقه‌مند شد. او از سوی شهرستان نیویورک به عنوان نماینده در مجلس استان نیویورک انتخاب شد. او یکی از رهبران مدنی بود که انجمن بیمارستان نیویورک را ایجاد نموده و از ۱۷۷۰ تا ۱۷۸۴ میلادی به عنوان نخستین رئیس آن خدمت کرد. در ۱۷۵۷ میلادی، برادر وی ریچارد از دنیای تجارت بازنشسته شده و دوباره به میدل‌تاون، کنتیکت نقل مکان نمود.

## انقلاب آمریکا
در جریان مراحل اول انقلاب آمریکا، مجلس استان نیویورک نتوانستند در مورد کنگره قاره‌ای به نتیجه برسد. در نتیجه، نماینده‌های از هر شهرستان در کمیته‌های انقلابی انتخاب گردید. در ۱۷۷۴ میلادی، آلسوپ همراه با جیمز دوان، جان جی، فیلیپ لوینگستون و آیزاک لو، به عنوان نماینده انتخاب شد. زمانی که کنگره در ۵ سپتامبر برگزار شد، جی دستاوردهای آنها را به کنگره پیشکش نموده و از سوی کنگره پذیرفته شد. آلسوپ در ۱۴ سپتامبر به فیلادلفیا رسید.
با شدت گرفتن انقلاب در ۱۷۷۵ میلادی، آلسوپ یکی از رهبران در کمیتهٔ شصت بود، کمیتهٔ که حکومت موقتی در شهر نیویورک را در دست گرفت. او به‌طور فعالانه از تفاهم‌نامه‌های عدم-واردات که اکتبر سال گذشته توسط کنگره امضاء شده بود، علی‌رغم ضرر شخصی خود، حمایت کرد. او در استخدام ملیشا و تلاش‌های برای فراهم نمودن اسلحه و تجهیزات به آنها فعال بود. چون مجلس هنوز هم کنگره ملی را به رسمیت نمی‌شناخت، او در مجلس انقلابی بدیل، کنگره استان نیویورک انتخاب گردیده و این مجلس وی را به کنگره دوم قاره‌ای معرفی کرد. آلسوپ طرفدار آشتی با بریتانیای کبیر بود و از این‌رو به‌جای امضاء کردن روی اعلامیه استقلال، از سمت خود به عنوان نماینده کنگره کنار رفت.
سال ۱۷۷۶ یک سال حیاتی در مشقت‌های نیویورک بود. آلسوپ این سال را در جلسهٔ کنگره در فیلادلفیا آغاز کرد. در این جریان او چندین سفر میان فیلادلفیا و نیویورک انجام داد، او از تجارت خود به عنوان سرپوش استفاده نموده و به عنوان نماینده کنگره برای ارتش تجهیزات خریداری می‌کرد، به ویژه پودر برای ارتش قاره‌ای. پس از اینکه ژنرال واشینگتن در اواخر می از کنگره دیدار کرد، آلسوپ در اوایل ژوئن با وی به نیویورک رفت. علاوه بر کارهای قبلی و مداوم خود روی مشکلات تأمینات جنگ‌افزار برای ارتش، وی همچنین تلاش نمود تا برای ۸٬۰۰۰ سرباز ارتش قاره‌ای خانه پیدا کند. پس از اینکه خانه وی در نیوتاون در ماه اوت از سوی بریتانیایی‌ها اشغال گردید، او به کار خود از منهتن ادامه داد. تا ماه سپتامبر، بریتانیایی‌ها منهتن را نیز اشغال نمودند و تلاش‌های وی برای حمایت از انقلاب پایان یافت. او به میدل‌تاون، کنتیکت فرار نموده و در آنجا ماند تا اینکه اشغال بریتانیا در ۱۷۸۳ میلادی پایان یافت.

## اواخر زندگی
پس از پایان جنگ، او برای بازسازی تجارت خانوادگی خود کار کرده و باری دیگر فعالیت خود به عنوان رهبر مدنی را از سر گرفت. او از ۱۷۸۴ تا ۱۷۸۵ میلادی رئیس اتاق بازرگانی شهر نیویورک بود.

## زندگی شخصی
او در ۶ ژوئن ۱۷۶۶ با مری فروگات (۱۷۴۴ – ۱۷۷۲ میلادی) در شهر نیویورک ازدواج کرد. آنها یک دختر به‌نام مری آلسوپ (۱۷۶۹ – ۱۸۱۹ میلادی) داشتند که با روفس کینگ (۱۷۵۵ – ۱۸۲۷ میلادی) ازدواج نمود.
آلسوپ در ۲۲ نوامبر ۱۷۹۴ در خانه خود در نیوتاون، شهرستان کویینز، نیویورک درگذشت و در گورستان کلیسای ترینیتی در منهتن به خاک سپرده شد. ثروت فراوان وی، پس از مرگش، به دختر و داماد وی به ارث گذاشته شد.

### بازماندگان
برادرزاده وی ریچارد آلسوپ (۱۷۶۱ – ۱۸۱۵ میلادی) یک نویسنده بود و کتاب تاریخ ملی و مدنی شیلی را در دو جلد نوشت، او یکی از متفکرین هاتفورت بود، گروهی که به‌نام متفکرین کنتیکت نیز شناخته شده و نویسندگانی بودند که در دهه ۱۷۸۰ و ۱۷۹۰ میلادی در دانشگاه ییل فعالیت می‌کردند و به شکوفایی رسیدند. در ۱۸۰۰ میلادی، آلسوپ یک مونودی در قالب شعر حماسی، هنگام مرگ واشینگتن نوشت. پسر وی که نیز ریچارد آلسوپ نام داشت (۱۷۹۰ – ۱۸۴۲) شریک تجاری دبلیو. اس. وتمور بود و خانه آلسوپ اند شرکت را در والپارایسو، شیلی و لیمو، پرو تأسیس کرد.
یکی دیگر از برادرزاده‌های وی به‌نام جوسیف دبلیو آلسوپ (۱۷۷۲ – ۱۸۴۴ میلادی) دختری داشت به‌نام لوسی آلسوپ. لوسی با هنری چانسی از بنگاه آلسوپ و چانسی در شهر نیویورک، کسی که شرکت پاسفیک میل استیم‌شیپ (Pacific Mail Steamship Company) را در ۱۸۴۸ میلادی بنیان‌گذاری نمود، ازدواج کرد.: 13  فرزند وی جوسیف رایت آلسوپ جونیور (۱۸۰۴ – ۱۸۷۸ میلادی) پدر جوسیف رایت سوم (۱۸۳۸ – ۱۸۹۱ میلادی بود). جوسیف سوم پدر جوسیف رایت آلسوپ چهارم (۱۸۷۶ – ۱۹۵۳ میلادی) بود و آلسوپ چهارم با کورین دوگلاس رابینسون (۱۸۸۶ – ۱۹۷۱ میلادی) خواهرزاده تئودور روزولت، ازدواج نموده و آنها صاحب فرزندانی به‌نام‌های جوسیف رایت آلسوپ پنجم (۱۹۱۰ – ۱۹۸۹ میلادی) و استیوارت آلسوپ (۱۹۱۴ – ۱۹۷۴ میلادی) بودند که هر دو فرزند آنها روزنامه‌نگار و تحلیلگر سیاسی بودند.
برخی از نوادگان مشهور آلسوپ شامل افراد ذیل هستند:
- دکتر سی. لورینگ بریس چهارم، انسان‌شناس زیستی برجسته.
- جرالد وارنر بریس (۱۹۰۱ – ۱۹۷۸ میلادی) نویسنده، آموزگار، دریانورد و قایق‌ساز اهل ایالات متحده بود.